# Снежная маска
«Снежная маска» — литературный цикл Александра Блока, созданный им в январе 1907 года. Все тридцать стихотворений, составляющих цикл, были написаны в течение двух недель; Блок однажды заметил, что при его написании просто «слепо отдался стихии». Впервые вышел отдельной книжкой в издательстве «Оры» 8 апреля того же года.
«Снежную маску» Блок писал под свежим впечатлением знакомства с Натальей Волоховой, актрисой театра им. Комиссаржевской. Первое издание открывалось посвящением:
Посвящаю эти стихи Тебе, высокая женщина в черном, с глазами крылатыми и влюбленными в огни и мглу моего снежного города.
В стихах этого цикла отразились впечатления Блока от «бумажного бала» — костюмированного вечера, устроенного актрисами театра им. Комиссаржевской, где дамы были в маскарадных костюмах из бумаги (отсюда «трёхвенечная тиара» и «На конце ботинки узкой // Дремлет тихая змея»).

## Состав цикла
Цикл разделён автором на две секции — «Снега» и «Маски».
Снега
- Снежное вино («И вновь, сверкнув из чаши винной…»)
- Снежная вязь («Снежная мгла взвилась…»)
- Последний путь («В снежной пене — предзакатная…»)
- На страже («Я — непокорный и свободный…»)
- Второе крещенье («Открыли дверь мою метели…»)[1]
- Настигнутый метелью («Вьюга пела…»)
- На зов метелей («Белоснежней не было зим…»)
- Её песни («Не в земной темнице душной…»)
- Крылья («Крылья легкие раскину…»)
- Влюбленность («И опять твой сладкий сумрак, влюбленность…»)
- Не надо («Не надо кораблей из дали…»)
- Тревога («Сердце, слышишь…»)
- Прочь! («И опять открыли солнца…»)
- И опять снега («И опять, опять снега…»)
- Голоса («Нет исхода вьюгам певучим!..»)
- В снегах («И я затянут…»)

Маски
- Под масками («А под маской было звездно…»)
- Бледные сказанья («— Посмотри, подруга, эльф твой…»)
- Сквозь винный хрусталь («В длинной сказке…»)
- В углу дивана («Но в камине дозвенели…»)
- Тени на стене («Вот прошел король с зубчатым…»)
- Насмешница («Подвела мне брови красным…»)
- Они читают стихи («Смотри: я спутал все страницы…»)
- Неизбежное («Тихо вывела из комнат…»)
- Здесь и там («Ветер звал и гнал погоню…»)
- Смятение («Мы ли — пляшущие тени?..»)
- Обреченное («Тайно сердце просит гибели…»)
- Нет исхода («Нет исхода из вьюг…»)
- Сердце предано метели («Сверкни, последняя игла…»)
- На снежном костре («И взвился костер высокий…»)